# Hayley Spelman
Hayley Dora Spelman (ur. 11 czerwca 1991 w Las Vegas) – amerykańska siatkarka, grająca na pozycji przyjmującej i atakującej.

## Sukcesy klubowe
Superpuchar Francji:
- 2017

Superpuchar Niemiec:
- 2020

Puchar Niemiec:
- 2021

## Sukcesy reprezentacyjne
Mistrzostwa Ameryki Północnej, Środkowej i Karaibów Kadetek:
- 2008